# 25589 Danicamckellar
25589 Danicamckellar este o planetă minoră (asteroid), cu un diametru de 4,831 km, din centura de asteroizi. A fost descoperită pe 9 decembrie 1999 la Catalina Station⁠(d) de Catalina Sky Survey și a fost numită după Danica McKellar⁠(d). 
Obiectul prezintă o orbită caracterizată de o semiaxă mare de 2,6038894 UAi, o excentricitate de 0,18, o înclinație de 14,6315 ° în raport cu ecliptica.